# Hetairenreiterei
Die Hetairenreiterei war eine von den Hetairen getragene Reiterabteilung im Heer Alexanders des Großen und der Diadochen. Sie wurden erstmals von Alexanders Vater Philipp II. ausgehoben, und später vor allem von Alexander, der mit ihnen den Schlachtenumschwung sowohl in Issos als auch in Gaugamela sowie in vielen anderen Schlachten erzielte. Die ursprüngliche Ausrüstung bestand aus einer Bronzebrustplatte, einem Helm, Bein- und Armschienen, einem Kopisschwert und einer bis zu drei Meter langen Xystonlanze. 
Nach dem Fall des Alexanderreiches wurde die Hetairenreiterei in die Armeen der Diadochenreiche eingegliedert und weiter spezialisiert. So erhielten ihre Pferde Rüstungen aus Lamellen und größeren Bronzeplatten, und ihre eigenen Rüstungen wurde durch eiserne Exemplare ersetzt, welche durch Kettenhemden ergänzt wurden. 
Der Name dieser Reiter leitet sich von altgriechisch ἑταῖρος hetairos, deutsch ‚Gefährte‘ ab, da sich in dieser Abteilung des Heeres Adlige neben Bauern befanden. Sie wurde nicht nach Abstammung, sondern Können geformt.